# Ленинец (Гомельская область)
Ленинец (бел. Ленінец; до 1937 года — Ясени) — посёлок в Маложинском сельсовете Брагинском районе Гомельской области Беларуси.

## География

### Расположение
В 3 км на юг от Брагина, 32 км от железнодорожной станции Хойники (на ветке Василевичи — Хойники от линии Калинковичи — Гомель), 122 км от Гомеля/

### Гидрография
На востоке сеть мелиоративных каналов

## Транспортная сеть
Рядом автодорога Комарин — Хойники.
Планировка состоит из короткой меридиональной улицы, застроенной деревянными домами усадебного типа.

## История
Основан в начале 1920-х годов переселенцами из соседних деревень на бывших помещичьих землях. В 1932 году организован колхоз. Согласно переписи 1959 года в составе колхоза «Заветы Ленина» (центр — деревня Ясени).
До 31 октября 2006 года в составе Дублинского сельсовета. С 31 октября 2006 года по 16 декабря 2009 года в составе Чемерисского сельсовета.

## Население

### Численность
- 2004 год — 13 хозяйств, 29 жителей.

### Динамика
- 1959 год — 91 житель (согласно переписи).
- 2004 год — 13 хозяйств, 29 жителей.